# Веселина Русинова
Веселина Антонова Русинова е българска психоложка, старши научен сътрудник II ст. на БАН.

## Биография
Родена е на 22 февруари 1938 г. в София. През 1962 г. завършва педагогика със специализация психология в Софийския университет. Защитава докторска дисертация в Карловия университет в Прага. На следващата година започва работа като старши научен сътрудник II ст. в Центъра по хигиена в София. През 1972 г. започва работа в Централната лаборатория по психология на Българската академия като научен сътрудник I ст. Преподава в Софийския университет като научен сътрудник. През 1976 г. специализира във Варшавския университет. От 1981 г. е старши научен сътрудник II ст. В периода 1995 – 2007 г. е последователно заместник-директор и директор на Института по психология на БАН. Преподава в Нов български университет, Югозападния университет в Благоевград, Великотърновския университет. Член е на Дружеството на психолозите в България, както и на Европейската асоциация по трудова и организационна психология. Основните ѝ области на интерес са трудовата и организационната психология.